# Dale Webster
Dale Webster (* 25. November 1948 in Alhambra, Kalifornien; † 9. August 2025 in Rohnert Park, Kalifornien) war ein US-amerikanischer Surfer. Er wurde bekannt unter dem Spitznamen „The Daily Wavester“ und „Daily Dale“ und „Everyday Dale“ und surfte täglich von 1975 bis 2015.

## Leben
Dale Webster war eines von drei Kindern von John Webster, einem Zugführer, und Grace Webster, einer Buchhalterin. Webster wuchs als Surfer in San Diego auf und begann 1961 im Alter von 13 Jahren mit dem Stand-up-Paddling. 1973 zog er in die Küstengemeinde Bodega Bay, Kalifornien. Dort beschloss er während einer Woche mit 15 Fuß hohen Wellen im September 1975, jeden Tag zu surfen. Websters Surfserie endete schließlich im Oktober 2015, als er sich einer Operation unterziehen musste.
Vom 3. September 1975 bis zum 5. Oktober 2015 verpasste Webster keinen einzigen Tag auf dem Wasser und surfte jeden Tag. Für eine Serie von 14.642 aufeinanderfolgenden Surftagen erhielt er einen Eintrag im Guinness-Buch der Rekorde.
Webster spielte auch in dem Surffilm Step into Liquid von 2003 mit.
Er starb am 9. August 2025 in Rohnert Park im Alter von 76 Jahren. Er war verheiratet mit Kaye († 2008); aus der Ehe stammt eine Tochter.